# Gravità semiclassica
La gravità semiclassica è una proposta di teoria della gravità quantistica in cui i campi di materia possono essere trattati come quanti e il campo gravitazionale come classico.
Nella gravità semiclassica la materia è rappresentata da campi quantistici di materia che si propagano secondo quanto previsto dalla teoria quantistica dei campi nello spazio-tempo curvo. Lo spazio-tempo in cui i campi si propagano è di tipo classico ma dinamico (non statico). La curvatura dello spazio-tempo è data dall'equazione semiclassica di Einstein che pone in relazione la curvatura dello spazio-tempo, dato dal tensore di Einstein {\displaystyle G_{\mu \nu }}, con il valore atteso dall'operatore  tensore del momento di energia, {\displaystyle T_{\mu \nu }}, dei campi di materia:
{\displaystyle G_{\mu \nu }=8\pi G\left\langle {\hat {T}}_{\mu \nu }\right\rangle _{\psi }}
dove G è la costante di Newton e {\displaystyle \psi } indica lo stato quantistico dei campi di materia.
Fino a quando la teoria della gravità quantistica era sconosciuta, era difficile  stabilire quanto valida fosse la gravità semiclassica. Si può dimostrare formalmente che la gravità semiclassica può essere dedotta dalla gravità quantistica considerando N copie di campi quantistici di materia e prendendo il limite di N all'infinito mentre il prodotto GN viene mantenuto costante. A livello diagrammatico, la gravità semiclassica corrisponde alla somma di tutti i diagrammi di Feynman che non devono avere loop di gravitoni (ma hanno un numero arbitrario di loop di materia). La gravità semiclassica può inoltre essere dedotta mediante un approccio assiomatico.
Le applicazioni più importanti della gravità semiclassica sono la comprensione della radiazione di Hawking dei buchi neri e la produzione di perturbazioni a distribuzione gaussiana a random nella teoria dell'inflazione cosmica che si pensa sia avvenuta in prossimità del big bang.